# بني صبر (نهم)

تعديل مصدري - تعديل

بني صبر هي إحدى قرى عزلة عيال غفير بمديرية نهم التابعة لمحافظة صنعاء، بلغ تعداد سكانها 177 نسمة حسب تعداد اليمن لعام 2004.